# Moeko Matsushita
Moeko Matsushita (松下 萌子?, Matsushita Moeko; Kōbe, 19 dicembre 1982) è una cantante e attrice giapponese.

## Carriera
Il debutto come cantante è avvenuto nel 2001, quando ha pubblicato il singolo Natsu Iro sotto l'etichetta Avex Trax. Nello stesso anno, hanno seguito altri due singoli. Dopo la pubblicazione del terzo singolo, Sotsugyō del 2002, Moeko ha concentrato la propria attenzione nella recitazione.
Il suo più importante ruolo televisivo è stato nella serie live action Bishōjo senshi Sailor Moon, tra il 2003 ed il 2004, nella quale ha interpretato la fidanzata di Mamoru Chiba, Hina Kusaka.
Nel 2006 e 2007, ha recitato a teatro nel ruolo della protagonista ne La bella addormentata.

## Discografia

### Singoli
- (13 giugno 2001) Natsu Iro
- (29 agosto 2001) Ame Agari (utilizzata come sigla di chiusura dell'anime Angelic Layer)
- (21 novembre 2001) Hello
- (14 febbraio 2002) Sotsugyō (Graduation; cover del singolo di debutto di Yuki Saitō del 1985)
- (8 gennaio 2003) Ame (cover della canzone di Chisato Moritaka)

## Filmografia
- (2005) Taga kokoro nimo ryu wa nemuru
- (2004) Ai no Sorea
- (2003-2004) Bishōjo senshi Sailor Moon